# Чаун Анастасія Едуардівна
Чаун Анастасія Едуардівна (11 вересня 1988) — російська плавчиня.
Учасниця Олімпійських Ігор 2012 року.
Чемпіонка Європи з водних видів спорту 2010 року.
Чемпіонка Європи з плавання на короткій воді 2010 року, призерка 2011 року.